# Cyclopterus lumpus
El lumpo o ciclóptero (Cyclopterus lumpus) es una especie de pez de la familia de los Cyclopteridae y del orden de los perciformes, la única del género monoespecífico Cyclopterus.

## Alimentación
Se alimenta principalmente de invertebrados bentónicos y peces pequeños.

## Descripción
Pez de cuerpo muy robusto, alto y ancho, cubierto de excrecencias óseas dispuestas en 7 filas, una dorsal, cuatro laterales y dos ventrales; puede llegar a crecer hasta los 60 cm. 
Poseen una ventosa en el vientre cerca de la cabeza. 
Los machos son más pequeños, con la cresta dorsal más alta y con tonos rosáceos en la zona ventral. Las hembras son de mayor tamaño y presentan coloración azul-verdosa en la zona ventral.

## Reproducción
Las puestas tienen lugar de febrero a agosto en aguas poco profundas y sustratos rocosos. La hembra pone hasta 300.000 huevos de color rosa entre 2,2 y 2,7 mm de diámetro en grandes masas que son posteriormente fecundados por el macho que los guardará durante 6 a 10 semanas y los oxigenará mediante una corriente de agua. El macho protege los huevos, abanicándolos de vez en cuando durante la incubación que dura un mes.
Los juveniles permanecen cerca de la costa sus dos primeros años de vida para emigrar luego a zonas más profundas de hasta 300 m y volver a la edad de 5 o 6 años para reproducirse.

## Dimorfismo sexual
La cabeza y aletas pectorales del lumpo macho son de mayor tamaño que los que tiene la hembra, además éste es de un color oscuro y posee un abdomen color rojizo, mientras que la hembra posee flancos de un color marrón verdoso oscuro y el abdomen claro.

## Hábitat
Vive en el fondo marino y alejado del litoral entre 50 y 200 metros. Su tendencia a fijarse en las piedras con la ventosa que posee hace parecer al ser pescados que son pieza mayor. Se le puede encontrar en todo el norte del océano Atlántico, desde el océano Ártico al norte hasta Estados Unidos y España al sur, y muy raramente en el Mediterráneo.

## Pesca
Esta especie es más valorada por sus huevas, teñidas de rojo o negro y que se comercializan como un sucedáneo del caviar, que por su carne flácida.